# Нарузецький Михайло Ісакович
Михайло Ісакович Нарузе́цький (нар. 3 липня 1930, Одеса — пом. після 2006, Лос-Анджелес) — український скульптор; член Спілки художників України у 1962—1993 роках.

## Біографія
Народився 3 липня 1930 року в місті Одесі (нині Україна). Протягом 1945—1950 років навчався в Одеському художньому училищі у Михайла Жука, Фелії Фальчук; у 1950—1956 роках — на кафедрі монументально-декоративної скульптури у Львівському інституті декоративного та прикладного мистецтва у Анатолія Оверчука, Івана Якуніна. Дипломна робота — однофігурна композиція «Матрос революції» для станції метро «Нарвської» у Ленінграді.
Після здобуття мистецької освіти працював в Одеському товаристві художників, у 1960–1991 роках — на Одеському художньо-виробничому комбінаті. Жив в Одесі, в будинку на провулку Некрасова, № 7, квартира 18а. 1993 року емігрував до США. Помер у Лос-Анджелесі після 2006 року.

## Творчість
Працював в галузі станкової і монументальної скульптури. Серед робіт:
станкова скульптура
- «Портрет дівчини» (1957);
- «У розвідці» (1958, гіпс; у співавтостві з Андрієм Соловйовим);
- «Студентка-заочниця» (1960);
- «Тарас Шевченко» (1961);
- «Куба. 1961 рік» (1961);
- «Едуард Багрицький» (1963, бетон);
- «Повстання» (1964);
- «Портрет Яна Гамарника» (1965);
- «Ранок» (1971);
- «Інженер» (1971);
- «Оленка» (1974);
- «Поетеса Віра Інбер» (1974);
- «Партизан Яків Гордієнко» (1975);
- «Стоматолог І. Швець» (1975);
- «Юрій Олеша» (1977);

пам'ятники
- Невідомому матросові в Одесі (1960, бронза, граніт; архітектори Генріх Топуз, П. Томілін);
- Леву Толстому в Одесі (1967, бетон, граніт; співавтори Олександр Князик, Андрій Соловйов, Ілля Єлуашвілі, архітектор Ігор Безчастнов);
- Михайлу Томасу в Одесі (1982);
- композиція «Народні месники» у селі Нерубайському (1970, бетон з гранітною крошкою; співавтор Кім Литвак);

погруддя
- Григорія Котовського (1970, гіпс металізований);
- Георгія Жукова (1975);

меморіали  радянським воїнам
- на Одещині (1972–1984);
- у штаті Каліфорнії в США (2005, архітектор Є. Грінберг).

Автор барельєфа для пам'ятника «Батьківщина-мати» в Одесі на алеї Слави парку імені Тараса Шевченка (1969, граніт).
Брав участь у республіканських виставках з 1958 року, всесоюзних — з 1961 року.